# إيلفا (بيدمونت)
إيلفا هيبلدية (كوميون) في مقاطعة كونيو في منطقة بيدمونت الإيطالية، وتقع على بعد حوالي 80 كيلومتر (50 ميل) جنوب غرب تورينو وحوالي 40 كيلومتر (25 ميل) شمال غرب كونيو.
تقع إيلفا على حدود البلديات التالية: بيلينو وكاستيلديلفينو وبرازو وسامبيري وستروبو. يقع جبل بيلفو ديلفا في المنطقة المشتركة.
كان الرسام الفلمنكي هانز كليمر نشطًا في هذه المنطقة، حيث يمكن رؤية بعض أعماله في كنيسة الرعية الرومانية.